# Paradella tuberculata
Paradella tuberculata är en kräftdjursart som beskrevs av Müller1991. Paradella tuberculata ingår i släktet Paradella och familjen klotkräftor. Inga underarter finns listade i Catalogue of Life.